# Santa Anna (condado de Coleman, Texas)
Santa Anna es un pueblo ubicado en el condado de Coleman en el estado estadounidense de Texas. En el Censo de 2010 tenía una población de 1099 habitantes y una densidad poblacional de 212,8 personas por km².

## Geografía
Santa Anna se encuentra ubicado en las coordenadas 31°44′13″N 99°19′32″O / 31.73694, -99.32556. Según la Oficina del Censo de los Estados Unidos, Santa Anna tiene una superficie total de 5.16 km², de la cual 5.16 km² corresponden a tierra firme y (0%) 0 km² es agua.

## Demografía
Según el censo de 2010, había 1099 personas residiendo en Santa Anna. La densidad de población era de 212,8 hab./km². De los 1099 habitantes, Santa Anna estaba compuesto por el 84.35% blancos, el 4.82% eran afroamericanos, el 0.73% eran amerindios, el 0.18% eran asiáticos, el 0% eran isleños del Pacífico, el 7.46% eran de otras razas y el 2.46% pertenecían a dos o más razas. Del total de la población el 22.38% eran hispanos o latinos de cualquier raza.